# Cophotis
Genre
Cophotis est un genre de sauriens de la famille des Agamidae.

## Répartition
Les 2 espèces de ce genre sont endémiques du Sri Lanka.

## Description
Ce sont des agames arboricoles, qui semblent vivre dans des zones à forte humidité, parfois à relativement haute altitude jusqu'à 1 700 m d'altitude. 

## Liste des espèces
Selon The Reptile Database (14 avril 2012) :
- Cophotis ceylanica Peters, 1861
- Cophotis dumbara Samarawickrama, Ranawana, Rajapaksha, Ananjeva, Orlov, Ranasinghe & Samarawickrama, 2006

## Publication originale
- Peters, 1861 : Eine neue Gattung von Eidechsen, Cophotis ceylanica, aus Ceylon. Monatsberichte der Königlichen Akademie der Wissenschaften zu Berlin, vol. 1861, p. 1103-1105 (texte intégral).